# 이조어파
이조어군은 나이지리아 남부 지역에서 주로 사용되는 이조어와 데파카어 등으로 구성된 어군이다. 약 170여만 명에 달하는 사람들이 이 어군에 속한 언어를 사용하고 있다.

## 분류
- 데파카어
- 이조어
  - 동이조어
    - 응코루어
    - 이바니오크리카칼라바리어
      - 이바니어 (보니어)
      - 칼라바리어
      - 키리케어 (오크리카어)

  - 서이조어
    - 이존어
    - 내륙 이조어
      - 비세니어
      - 아키타어 (오코르디아어)
      - 오루마어